# La Conchita, Oaxaca
La Conchita är en ort i Mexiko.   Den ligger i kommunen Santa Cruz Zenzontepec och delstaten Oaxaca, i den sydöstra delen av landet, 400 km sydost om huvudstaden Mexico City. La Conchita ligger 864 meter över havet och antalet invånare är 531.
Terrängen runt La Conchita är kuperad åt sydväst, men åt nordost är den bergig. Terrängen runt La Conchita sluttar västerut. Runt La Conchita är det glesbefolkat, med 10 invånare per kvadratkilometer. Närmaste större samhälle är Llano Nuevo, 16,6 km norr om La Conchita. I omgivningarna runt La Conchita växer huvudsakligen savannskog.